# Weingartia
Weingartia es un género de cactus perteneciente a la familia Cactaceae. Contiene 33 especies aceptadas.

## Descripción
Las especies de este género normalmente crecen de forma solitaria. Sus tallos son cortos, con formas que van desde esféricos hasta cilíndricos, alcanzando los 20 cm de alto y los 15 - 30 cm de diámetro. Son de color verde fresco y presentan de 12 a 18 costillas en espiral, más o menos tuberculadas.  
Las areolas se sitúan en la parte superior de las jorobas y están ligeramente hundidas. De ellas surgen espinas de diferentes formas, aunque nunca en forma de gancho. En cada areola encontramos de 7 a 35 espinas gruesas, siendo las espinas radiales de 1 – 3 cm de largo y las espinas centrales de hasta 5 cm de largo. 
Las flores nacen cerca de las puntas de los tallos y son de color amarillo a rojo o violeta. Tienen forma de embudo o campana y llegan a medir de 1 a 3 cm de diámetro. Su pericarpelo y el tubo floral están cubiertos de escamas.
Los frutos son deprimidos, de forma esférica a ovoide, a menudo algo carnosos al madurar y de color marrón. Contienen semillas de color marrón oscuro, de forma redondeada a oblonga, con forma de huevo, de 0,7 a 1,8 milímetros de largo.

## Distribución
El área de distribución nativa de este género va desde Bolivia hasta el noroeste de Argentina.

## Taxonomía
El género fue descrito por el botánico alemán Erich Werdermann y publicado por primera vez en Kakteenk. & Kakteenfr. 6: 20 en el año 1937.
Señalar que aunque el género Weingartia fue designado en 1937 por Werdermann para reemplazar al género inválido Spegazzinia Backeberg, durante mucho tiempo, todas las especies del este género fueron transferidas al género Rebutia por el International Cactaceae Systematics Group (ICSG) de la International Organization for Succulent Plant Study.

Etimología
Weingartia: Nombre genérico en honor al industrial y botánico aficionado alemán Wilhelm Weingart.

## Especies aceptadas
Actualmente, el género Weingartia consta de 33 especies aceptadas según la Plants of the World Online (POWO):
| Imagen | Nombre científico                                                                 | Distribución                   |
| ------ | --------------------------------------------------------------------------------- | ------------------------------ |
|        | Weingartia alba (Rausch) F.H.Brandt                                               | Bolivia                        |
|        | Weingartia arenacea (Cárdenas) F.H.Brandt                                         | Bolivia                        |
|        | Weingartia breviflora (Backeb.) F.H.Brandt                                        | Bolivia                        |
|        | Weingartia candiae (Cárdenas) F.H.Brandt                                          | Bolivia                        |
|        | Weingartia canigueralii (Cárdenas) F.H.Brandt                                     | Bolivia                        |
|        | Weingartia cantargalloensis (Gertel, Jucker & J.de Vries) Hentzschel & K.Augustin | Bolivia                        |
|        | Weingartia cardenasiana (R.Vásquez) F.H.Brandt                                    | Bolivia                        |
|        | Weingartia cintia (Hjertson) Hentzschel & K.Augustin                              | Bolivia                        |
|        | Weingartia corroana (Cárdenas) Cárdenas                                           | Bolivia                        |
|        | Weingartia crispata (Rausch) F.H.Brandt                                           | Bolivia                        |
|        | Weingartia cuprea (Rausch) Hentzschel & K.Augustin                                | Bolivia.                       |
|        | Weingartia cylindrica (Donald & A.B.Lau) F.H.Brandt                               | Bolivia Central                |
|        | Weingartia fidana (Backeb.) Werderm.                                              | Bolivia                        |
|        | Weingartia fischeriana (K.Augustin) Hentzschel & K.Augustin                       | Bolivia                        |
|        | Weingartia frankiana (Rausch) F.H.Brandt                                          | Bolivia                        |
|        | Weingartia frey-juckeri Diers & K.Augustin                                        | Bolivia                        |
|        | Weingartia glomeriseta (Cárdenas) F.H.Brandt                                      | Bolivia                        |
|        | Weingartia hediniana Backeb.                                                      | Bolivia                        |
|        | Weingartia heliosoides (P.Lechner & Draxler) Hentzschel & K.Augustin              | Bolivia                        |
|        | Weingartia juckeri (Gertel) Hentzschel & K.Augustin                               | Bolivia                        |
|        | Weingartia losenickyana (Rausch) F.H.Brandt                                       | Bolivia                        |
|        | Weingartia mentosa (F.Ritter) F.H.Brandt                                          | Bolivia                        |
|        | Weingartia mizquensis (Rausch) F.H.Brandt                                         | Bolivia                        |
|        | Weingartia neocumingii Backeb.                                                    | Bolivia                        |
|        | Weingartia neumanniana (Backeb.) Werderm.                                         | De Bolivia a Argentina (Jujuy) |
|        | Weingartia purpurea Donald & A.B.Lau                                              | Bolivia Central                |
|        | Weingartia steinbachii (Werderm.) F.H.Brandt                                      | Bolivia                        |
|        | Weingartia taratensis (Cárdenas) F.H.Brandt                                       | Bolivia                        |
|        | Weingartia tarijensis F.H.Brandt                                                  | Bolivia                        |
|        | Weingartia tiraquensis (Cárdenas) F.H.Brandt                                      | Bolivia                        |
|        | Weingartia torotorensis Cárdenas                                                  | Bolivia (Potosí)               |
|        | Weingartia vasqueziana (Rausch) Hentzschel & K.Augustin                           | Bolivia                        |
|        | Weingartia westii (Hutchison) Donald                                              | Bolivia                        |